# Groutiella maracaibensis
Groutiella maracaibensis är en bladmossart som beskrevs av Bruce H. Allen och Goffinet in B. H. Allen 2002. Groutiella maracaibensis ingår i släktet Groutiella och familjen Orthotrichaceae. Inga underarter finns listade i Catalogue of Life.